# Wampanoag
Los wampanoag (o también wôpanâak, “gente del Este”) son una tribu algonquina, también llamada pokanoket. 

## Localización
Viven en los estados de Rhode Island y Massachusetts, en Martha’s Vineyard, las Bahías de Bristol y Narragansett y las orillas del río Pawtucket.

## Demografía
Según Bartholomew Gosnold, en 1602 eran unos 5.000 individuos, pero habían sido reducidos a 3.000 en 1640 y a 300 en 1750. En 1970 quedaban unos 500, y en 1980 eran unos 1.200 con los massachusett.
Según datos de la BIA de 1995, en la Reserva Wampanoag de Massachusetts vivían 865 individuos (801 en el rol tribal). Según el censo de 2000, eran 4.594 individuos (2.336 puros, los demás mestizos).

## Costumbres
Eran semisedentarios, como la mayoría de las tribus de la zona, y se alimentaban gracias al cultivo del maíz, la carne de caza y la pesca. Se dividían en subtribus regentadas por sachem o subjefes, aunque uno solo podía regir toda la tribu en caso de guerra. Estaban relacionados lingüísticamente con los massachusett y narragansett y aliados con los pennacook. 
Los principales poblados eran Acushnet, Agawam, Assameekg, Assawompset, Assonet, Betty's Neck, Chaubaqueduck, Coaxet, Cohannet, Cooxissett, Cowsumpsit, Gayhead, Herring Pond, Jones River, Kitteaumut, Loquasquscit, Mattakeset, Mattapoiset, Miacomit, Munponset, Namasket, Nashamoiess, Nashanekammuck, Nukkehkummees, Nunnepoag, Ohkonkemme, Pachade, Pocasset, Quittaub, Saconnet, Saltwater Pond, Sanchecantacket, Seconchqut, Shawomet, Shimmoah, Talhanio, Toikiming, Wauchimoqut y Wawayontat.

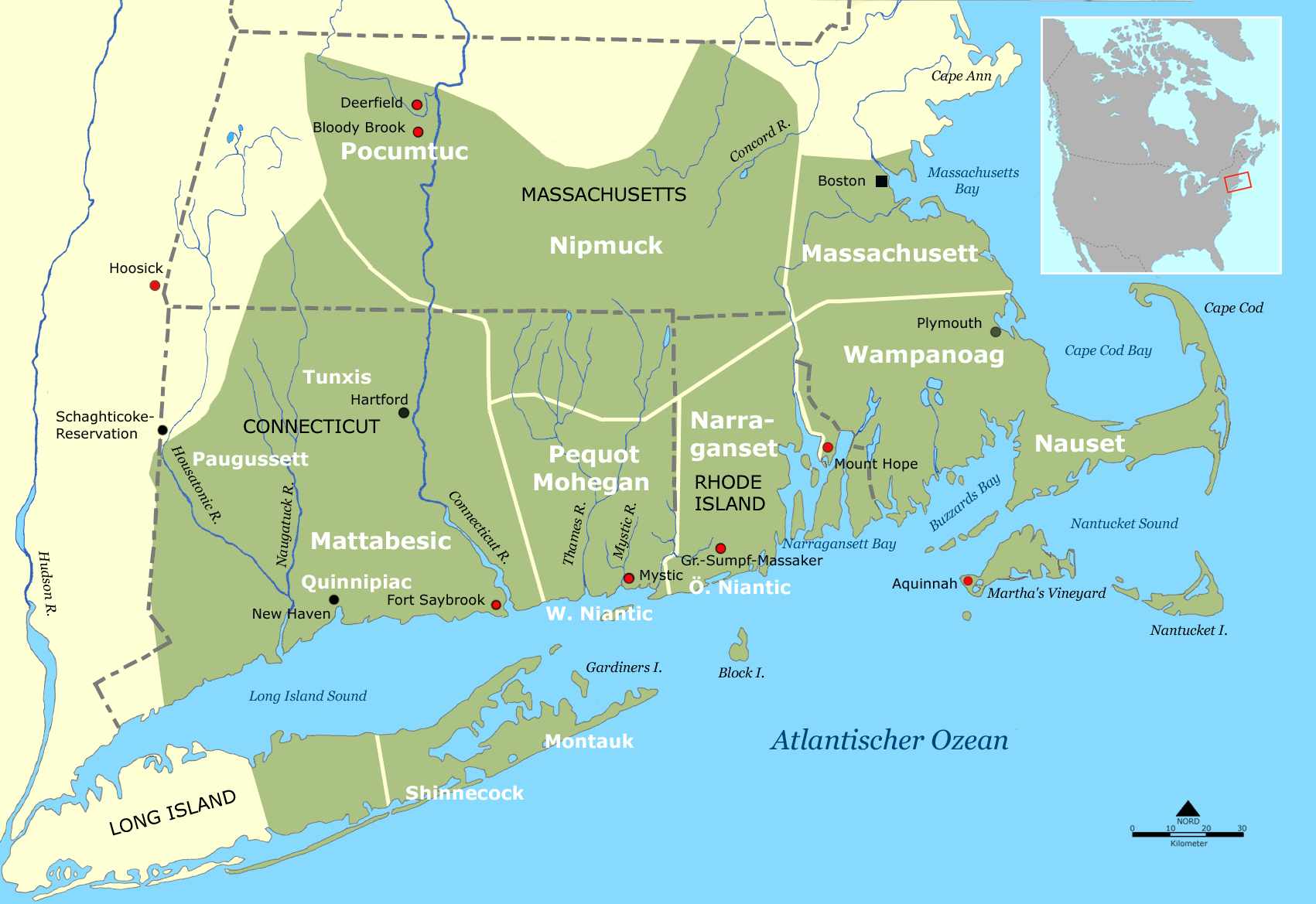
Tribus algonquinas de Nueva Inglaterra.

## Historia
Hacia 1600 poseían 30 poblados, y su caudillo Massasoit, a pesar de su desconfianza inicial, firmó la paz con los primeros colonos blancos, los colonos puritanos de Portsmouth, a quienes recibió con los otros jefes Squanto y Samoset. Su poblado principal era Pokanoket, cerca de Mount Hope (actualmente Bristol). En 1617, sin embargo, sufrieron una epidemia de peste negra que les diezmó. Aun así, los peregrinos fueron bien recibidos por el jefe de los pokanoket, Iusamequin, en Sowami, capital de Massasoit. 
Wamsutta o Alexander continuó la política conciliadora de su padre, que había muerto en 1661, pero los blancos respondieron con vejaciones y expropiaciones de tierras. Después de su misteriosa muerte en 1662, fue nombrado jefe su hermano Metacomet o King Philip, a quien intentaron en 1671 que cediera buena parte de su territorio y la soberanía política. Como respuesta, se alió con narragansett, nipmuc y pennacook y declaró la Guerra del Rey Felipe de 1675, con 12.000 indios que atacaron 50 de los 90 establecimientos blancos. Destruyeron 9 y mataron a mil colonos, pero acabó con la derrota cuando sitiaron Swansea y al final se produjo el virtual exterminio de la tribu. King Philip fue hecho prisionero y ejecutado el 12 de agosto de 1676, su cabeza fue expuesta en una pica y su mujer e hijos, vendidos como esclavos a las Antillas. Los pocos supervivientes se unieron a los narragansetts de Ninigret y se replegaron con los saconnets a Gay Head (Massachusetts).
Algunos, sin embargo, recibieron permiso para establecerse en el interior de Nantuket, Martha’s Vineyard y el cabo Cod. Pero en 1704 aún organizaron un ataque a Deerfield y mataron a todos los habitantes. 
El día de acción de gracias en Plymouth (Massachusetts), en 1970, los organizadores invitaron a hacer una declaración al wampanoag Frank James, quien aprovechó para denunciar la ocupación, malos tratos y otros temas. En 1998, sin embargo, obtuvieron permiso para abrir un casino en Aleys General Store (Martha’s Vineyard), una buena fuente de ingresos.
En febrero de 2007 recibe oficial federal reconocimiento la tribu de Mashpee. Para una historia más completa de naciones y tribus indias en Norteámerica consultar esta misma página en inglés.

## Lista de wampanoag
- Squanto, (Skwanto)
- Samoset
- Metacomet